# ADOX

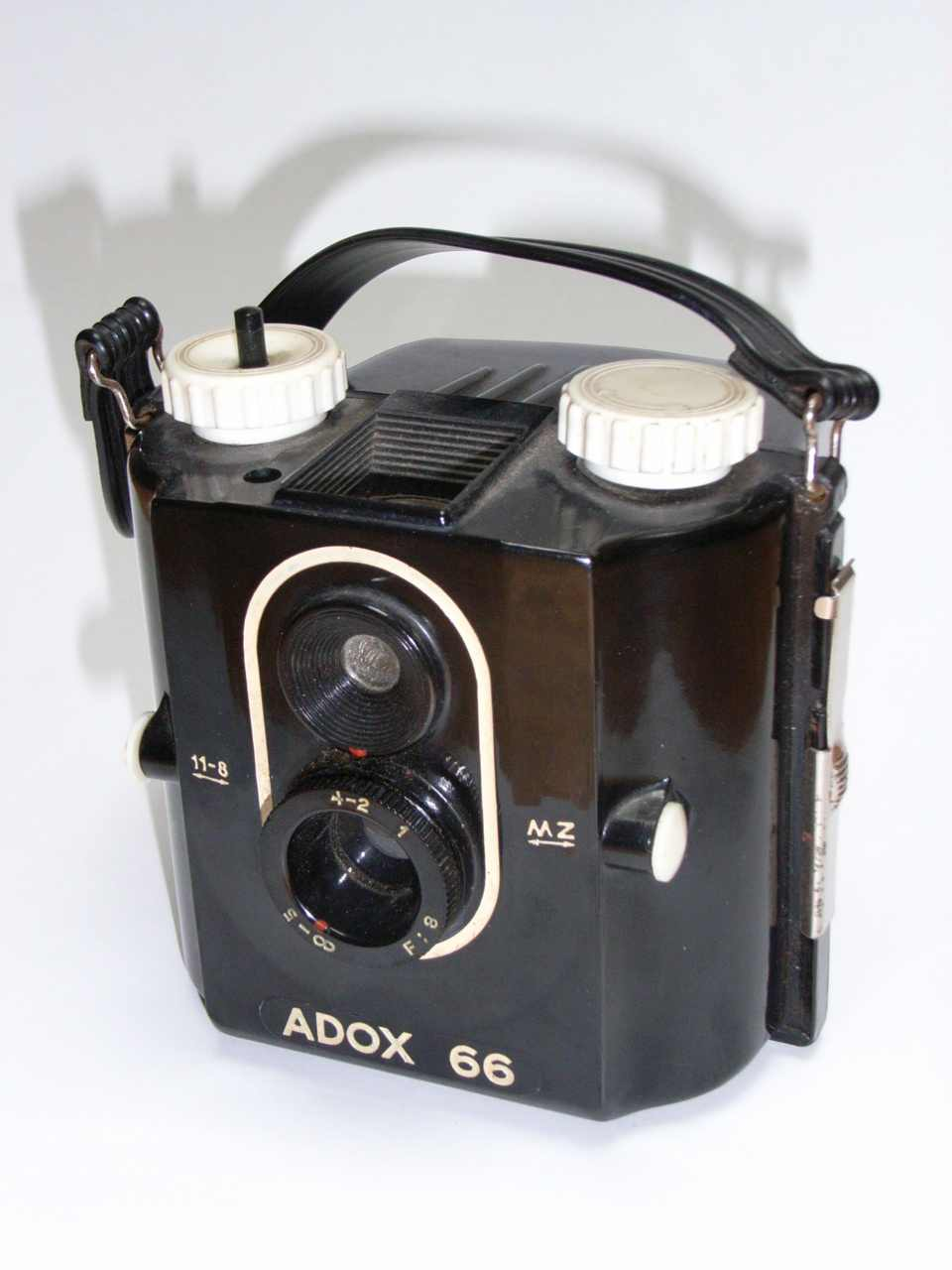
Фотокамера ADOX 66 (1950)

У галузі фотографії ADOX — це торгова марка із довгою історією. Початково це була назва бренду, яка використовувалася німецькою компанією Fotowerke Dr. C. Schleussner GmbH із Франкфурта — першим виробником фотоматеріалів у світі. Засновник компанії, доктор Карл Шлейснер, виконав новаторську роботу, застосовуючи вологу колодієву обробку протягом перших років фотографії, і сформував свою виробничу компанію в 1860 році. Співпрацюючи із фізиком Вільгельмом Рентгеном, відкривачем рентгенівського випромінювання, доктор Шлейснер винайшов першу рентгенівську фотопластину.
Фірма Шлейснера розпочала випускати на ринок свої камери під брендом ADOX у першій третині XX століття. І, усвідомлюючи невпинне зростання впливу власного бренду, компанія змінила назву на «Adox Fotowerke Dr. C. Schleussner GmbH». У 1952 році вони випустили лінію дуже чіткої плівки формату 35 мм під брендом ADOX.
У 1962 році сім'я Шлейснерів продала свої активи у бізнесі фототехніки американській компанії DuPont. DuPont стала власником торгової марки і зареєструвала її у США.
Компанія DuPont віддала ліцензію на технологію виробництва плівки (але не на саму торгову марку) компанії-виробникові з Югославії — Fotokemika, яка використала цю технологію для виробництва плівки, що продавалася під їхньою торговою маркою Efke. DuPont зберегли за собою торгову марку Adox, тперенісши її до свого дочірнього проекту — Sterling Diagnostic Imaging — для виробництва рентгенівської плівки під маркою Adox. Вони й досі використовують її — як марку промислового хімікату — хлориту натрію
У 1999 Sterling була придбана німецькою компанією Agfa і стала частиною одного з найбільших відділів Agfa, який займався виробництвом устаткування для закладів охорони здоров'я (Agfa HealthCare). Ось таким круговим шляхом фотографічна торгова марка Adox вдруге стала німецькою. Agfa, проте, не використовувала бренд Adox — у підсумку цю торгову марку вилучили з реєстру Deutsches Patent- und Markenamt у березні 2003 року. Її майже негайно відродили різні компанії у Канаді, США, а також FOTOIMPEX — у Німеччині, але жодна з цих марок не має будь-якого відношення до першої, автентичної фірми Шлейснера.

## Камери ADOX
24 x 36:
ADOX Polo
6 x 6:
ADOX 66